# Luján de Cuyo
Luján de Cuyo är en stad i den argentinska provinsen Mendoza och utgör en del av staden Mendozas storstadsområde. Staden är centrum i departementet med samma namn. Asociación Atlético Luján de Cuyo representerar staden i den argentinska fotbollens tredje division.
Runt Luján de Cuyo produceras vin, de flesta vingårdarna är inriktade på röda viner och speciellt viner gjort på Malbec-druvan. Gårdarna omkring staden har haft en viktig roll i att höja kvalitén på argentinska viner från bordsviner till internationell standard.